# 江黒真理衣
江黒 真理衣（えぐろ まりぃ、本名:江黒 真理（えぐろ まり）、1972年1月13日 - ）は、アメリカ合衆国・ノースカロライナ州出身の、タレント、ピアニスト。

## 人物・来歴
両親が医学博士号を持つ家庭に生まれ、少女時代はシカゴの診療所に勤める両親のもとで育った。
1988年に、「ミス・ティーンズ・オブ・アメリカ」(アメリカではステイタスが高くて有名なミス・ティーンUSAではない)という比較的マイナーなミスコンテストながら、当時史上最年少16歳、また東洋系の人物としても初優勝する快挙が日本では話題となった。
1990年に、ハーバード大学に入学したが、その後、一時帰国し日本で芸能界活動を開始。ピアニストとしての活動の他、映画、コマーシャルなどのタレント・女優活動も行った。
現在もタレント名鑑に名前が載っているが、2002年以降は目立った活動をしていない。

## 出演歴

### テレビ番組
- 3か月英会話
  - 日本文化ふるさと便
  - 落語家ビルくんのにっぽん再発見
  - ビルくん西海岸を行く 〜ロサンゼルスからサンフランシスコへ

### 映画
- デッドヒート - 令嬢 役
- 花より男子 - 藤堂静 役

### CM
- コーセー
- 1992年JAL沖縄キャンペーン
- 田崎真珠

## 出版物等

### 音楽CD
- Harmony （1993年6月、東芝EMI、シングル）- テレビ朝日「ニュースステーション」オープニングテーマ曲（ピアノ演奏 : 江黒真理／作曲 : 本多俊之）
- Sketch （1993年11月、東芝EMI、アルバム） - 上述のHarmonyを含むアルバムCD